# Halász László (gépészmérnök)
Halász László (Székesfehérvár, 1912. november 14. – 1983. február 10.) gépészmérnök, egyetemi oktató, Halász Gábor (1941) matematikus apja.

## Életpályája
Halász Sándor (1875–1944) mezőgazdasági gépkereskedő és Braun Irén (1891–1944) fiaként született. Felsőfokú tanulmányait a budapesti József Nádor Műszaki és Gazdaságtudományi Egyetem Gépész- és Vegyészmérnöki Kar Gépészmérnöki Osztályán végezte. Pályáját 1936–1937-ben apja cégénél kezdte, majd 1938 és 1944 között a Magyar Felvonó és Gépgyár Rt. Wertheim F. és Társa Utóda cég hűtőosztályának tervező mérnöke lett. A német megszállást követően szüleit Auschwitzba deportálták, ahonnan egyikük sem tért vissza. 1945–1946-ban Szekszárd közműveinek üzemmérnöke és 1947-ig Székesfehérváron apja cégének gondnoka volt. 1947-ben Budapestre költözött és a Hanák Miksa Vasesztergályos Üzem üzemvezető mérnökeként, 1949 és 1953 között a Budapesti Hűtőipari Vállalat főmérnökeként dolgozott. 1953 és 1960 között a Budapesti Műszaki Egyetem Gőzgépek és Hűtőgépek Tanszék, illetve a Kalorikus Gépek Tanszék tudományos osztályvezetője, 1960 és 1963 között tudományos főmunkatársa, 1963 és 1974 között egyetemi docense volt; közben 1964-től a Budapesti–Jászberényi Hűtőgépgyár Gyártmányfejlesztési Főosztályát vezette.
Felesége Hanák Vera szobrászművész és a Szerszámgépipari Művek idegennyelvi levelezője.

## Művei
- Száraz vagy nedves hőcsere klímaberendezésben. Macskásy Árpáddal. (Budapest, 1958)
- Hűtőgépek. (Pattantyús: Gépész- és villamosmérnökök kézikönyve 4. Budapest, 1962)
- A különböző hűtési eljárással működő klímaberendezések kritikai vizsgálata. Macskásy Árpád. (BME Tudományos Évkönyve, 1962)
- Hűtőgépek. (Épületgépészeti kézikönyv 2. Budapest, 1963)
- Léghűtés. (Épületgépészeti zsebkönyv. Budapest, 1963)
- Hűtőgépek. Komondy Zoltánnal. (Budapest, 4. átdolgozott kiadás és részben egyetemi doktori értekezés is. Budapest, 1967, 5. kiadás. 1970, 6. kiadás. 1978, 7. kiadás. 1981)
- Fabrication des installations frigorifiques en Hongrie. (Hűtőipar, 1969. Különszám)
- Hűtőhelyiségek szigeteletlen padlójából származó hőterhelés a hűtés kezdeti szakaszában. Jakab Zoltánnal. (Hűtőipar, 1974)